# Monte Argentario, Isolotto di Porto Ercole e Argentarola
Monte Argentario, Isolotto di Porto Ercole e Argentarola este o arie protejată (arie specială de conservare — SAC, sit de importanță comunitară — SCI, arie de protecție specială avifaunistică — SPA) din Italia întinsă pe o suprafață de 5.723 ha, integral pe uscat.

## Localizare
Centrul sitului Monte Argentario, Isolotto di Porto Ercole e Argentarola este situat la coordonatele 42°24′14″N 11°08′50″E / 42.403889°N 11.147222°E.

## Înființare
Situl Monte Argentario, Isolotto di Porto Ercole e Argentarola a fost declarat sit de importanță comunitară în iunie 1995 pentru a proteja 40 de specii de animale. Alte tipuri de protecție:
- arie de protecție specială avifaunistică (în martie 2004)[2]
- arie specială de conservare (în decembrie 2016)[1][3][4]

## Biodiversitate
Situată în ecoregiunea mediteraneană, aria protejată conține 14 habitate naturale: Peșteri marine scufundate complet sau parțial, Pseudostepă cu ierburi și specii anuale de Thero-Brachypodietea, Formațiuni scunde de Euphorbia în apropierea falezelor, Tufărișuri halofile mediteraneene și termo-atlantice (Sarcocornetea fruticosi), Matorral arborescenți cu Laurus nobilis, Salicornia și alte specii anuale care populează regiunile mlăștinoase și nisipoase, Pășuni mediteraneene udate de apa mării (Juncetalia maritimi), Matorral arborescenți cu Juniperus spp., Faleze cu vegetație de Limonium spp. endemic de pe coastele mediteraneene, Păduri de Quercus ilex și Quercus rotundifolia, Pante stâncoase calcaroase cu vegetație casmofită, Peșteri inaccesibile publicului, Tufărișuri termo-mediteraneene și de pre-deșert, Păduri de Castanea sativa.
La baza desemnării sitului se află mai multe specii protejate:
- păsări (27): fâsă-de-câmp (Anthus campestris), Apus pallidus, Calonectris diomedea, caprimulg (Caprimulgus europaeus), rândunică roșcată (Cecropis daurica), șerpar (Circaetus gallicus), erete vânăt (Circus cyaneus), porumbel (Columba livia), corb (Corvus corax), presură de grădină (Emberiza hortulana), Emberiza melanocephala, șoim călător (Falco peregrinus), vânturel roșu (Falco tinnunculus), sfrâncioc roșiatic (Lanius collurio), sfrânciocul cu frunte neagră (Lanius minor), sfrâncioc cu cap roșu (Lanius senator), Larus audouinii, gaia roșie (Milvus milvus), mierlă albastră (Monticola solitarius), pietrar mediteranean (Oenanthe hispanica), ciuf-pitic (Otus scops), Puffinus yelkouan, Sylvia conspicillata, Sylvia sarda, silvie de tufiș (Sylvia undata), Tachymarptis melba, fluturașul de stâncă (Tichodroma muraria)
- amfibieni (1): Discoglossus sardus
- mamifere (5): liliac cu aripi lungi (Miniopterus schreibersii), liliac cu picioare lungi (Myotis capaccinii), liliac comun (Myotis myotis), liliacul mare cu potcoavă (Rhinolophus ferrumequinum), liliacul mic cu potcoavă (Rhinolophus hipposideros)
- nevertebrate (4): Euplagia quadripunctaria, rădașcă (Lucanus cervus), Vertigo angustior, Vertigo moulinsiana
- reptile (3): șarpele cu patru dungi (Elaphe quatuorlineata), Euleptes europaea, țestoasă bănățeană (Testudo hermanni)

Pe lângă speciile protejate, pe teritoriul sitului au mai fost identificate 66 de specii de plante, 4 specii de mamifere, 21 de specii de nevertebrate, 4 specii de reptile.